# Међународни рачуноводствени стандард 32
Међународни рачуноводствени стандард 32 - Финанасијски инструменти обелодањивања и приказивање има за циљ да корисници финансијских извештаја боље разумеју значај билансних и ванбилансних финансијских инструмената на финансијски положај, успешност и токове готовине предузећа. Стандард се бави класификовањем финансијских инструмената као обавезе или сопственог капитала, класификовањем припадајућих камата, дивиденди, добитка и губитка, као и околностима у којима се врши пребијање финансијских средстава и обавеза. Финансијски извештаји треба да обелодане информације о износима, временском оквиру извесности будућих токова готовине предузећа у вези са финансијским инструментима и рачуноводственим политикама које се примењују на те инструменте.
Овај стандард такође подразумева информације о врсти и обиму употребе финансијских инструмената у предузећу, пословној сврси којој они служе, повезаним ризицима и политикама руководства за контролисање тих ризика. Финансијски инструмент је сваки уговор по основу којег настаје финансијско средство за једно предузеће или обавеза или инструмент капитала другог предузећа. Финансијска средства су: готовина, уговорно право на примање готовине или другог финансијског средства од другог предузећа, уговорно право на размену финансијских инструмената с другим предузећем под повољно потенцијалним условима и инструмент капитала другог предузећа. Финансијска обавеза је свака уговорна обавеза, а то су: предаја готовине или другог финансијског средства другом предузећу и размене финансијских инструмената са другим предузећем под потенцијално неповољним условима. Сви уговори између заинтересованих страна у крајњем резултују примањем или исплатом готовине, стицањем или издавањем инструмената капитала.
Финансијски инструменти могу бити примарни као што су: потраживања, обавезе, власничке хартије од вредности, или изведени: као што су финансијске опције, фјучерси и форварди, свопови каматних стопа и свопови валута. Основни ризици везани за финансијске инструменте су: 
- ценовни ризик (који обухвата валутни, каматни и тржишни ризик), затим кредитни ризик (ако једна страна уговора о финансијском инструменту не изврши обавезу и проузрокује другој финансијски губитак),
- ризик ликвидности или ризик финансирања (када ентитет није у могућности да оствари средства потребна за измирење преузетих обавеза по уговору),
- ризик токова готовине (да износ будућих токова готовине повезаних са финансијским инструментима флуктуира, нпр. смањење каматне стопе).